# Ideodelphys microscopicus
Ideodelphys microscopicus és una espècie extinta de marsupials microbioteris de la família Microbiotheriidae. Les úniques troballes d'aquest primitiu marsupial procedeixen de l'Argentina i daten de l'Eocè superior. El nom genèric Ideodelphys és un anagrama d'Eodidelphys.